# Karolina (cesta)
Karolina je cesta izgrađena u prvoj polovici 18. stoljeća i prva je cestovna poveznica u Hrvatskoj između panonskoga i jadranskoga područja (od Karlovca do Bakra i Rijeke), duga 105,6 km.

## Povijest
Gradnja je započela 1726. za kralja Karla III.
Puštena je u promet 1727. godine, a svečano otvorenje bilo je 16. rujna 1728. kada je putujući iz Rijeke prema Bakru njome prošao car Karlo VI., odnosno hrvatski kralj Karlo III., po kome je prometnica i dobila ime.
Karolina povezuje Karlovac s Bakrom, a prolazi kroz mjesta Novigrad na Dobri, Bosiljevo, Osojnik, Vrbovsko, Ravnu Goru, Mrkopalj i Fužine. 
Od obale se uspinjala prema Hreljinu i Zlobinu te odatle prema Benkovcu gdje je dosegla 881 metar nad morem, potom se blago spuštala do Fužina, onda opet uzdizala do svoje najviše točke između Belog Sela i Brestove Drage (970 metara) ponad Sungera i Mrkoplja.
Od 1732. godine prolazi kroz Mrkopalj, a u Brestovoj Dragi nalaze se ostaci potpora za most (stupovi, upornjaci), što je u ono vrijeme bio jedinstven primjer gradnje u svijetu.
Između Poljičke Kose i Starog Laza Karolinska cesta se ponovo penje na više od 900 metara, a nakon toga teren se postupno snižava prema Ravnoj Gori, Staroj Sušici i Vrbovskom te dalje put Bosiljeva, Vodene Drage, Novigrada na Dobri i Dubovca doseže Karlovac.
Karolinska cesta nije imala velik kapacitet, a uz to je bila i prilično strma te je u nepunih 100 godina, zbog velikog povećanja prometa, izgrađena još jedna cesta kroz Gorski kotar, u to doba jedna od najmodernijih prometnica u svijetu, Lujzinska cesta.